# Мегоажа
Мегоажа (рум. Măgoaja) — село у повіті Клуж в Румунії. Входить до складу комуни Кіуєшть.
Село розташоване на відстані 366 км на північний захід від Бухареста, 66 км на північ від Клуж-Напоки.

## Населення
За даними перепису населення 2002 року у селі проживала 441 особа. Усі жителі села рідною мовою назвали румунську.
Національний склад населення села:
| Національність | Кількість осіб | Відсоток |
| -------------- | -------------- | -------- |
| румуни         | 409            | 92,7%    |
| цигани         | 32             | 7,3%     |